# Ålands landskab
Ålands landskab (svensk: Ålands landsskap) er et selvstyrende landskab i tilknytning til Finland. Landskabet blev oprettet i 1922. 
Landskabet består af Ålandsøerne, og det er delt i tre økonomiske regioner (Mariehamns stads økonomiske region, Ålands landsbygds økonomiske region og Ålands skärgårds økonomiske region). 
Selvstyrets myndigheder er placerede på Självstyrelsegården i Mariehamn. 
Selvstyret omfatter Ålands landskapsregering under ledelse af Ålands lantråd, det folkevalgte Ålands lagting samt landskabsforvaltningen.
Desuden er der 18 kommuner på Ålandsøerne.

## Rigsmyndigheder
Siden 1918 har Ålands landshøvding repræsenteret Finlands præsident og den finske stat på øerne. Indtil udgangen af 2009 var landshøvdingen leder af lensforvaltningen i Ålands len. Fra 2010 leder landshøvdingen Statens ämbetsverk på Åland. Rigsmyndighederne har kontorer i Statens ämbetshus i Mariehamn. 